# Tommy Bolin

Tommy Bolin mit Deep Purple (1975)

Thomas Richard „Tommy“ Bolin (* 1. August 1951 in Sioux City, Iowa; † 4. Dezember 1976 in Miami, Florida) war ein US-amerikanischer Rock- und Fusion-Gitarrist, der unter anderem bei den Bands James Gang (1973–1974) und Deep Purple (1975–1976) engagiert war. Sein Vater stammte aus Schweden, seine Mutter war syrischer Herkunft.

## Leben
Nachdem Tommy Bolin mit seinem Vater und seinem Bruder Johnny ein Elvis-Konzert besucht hatte, stand für ihn fest, dass er Musiker werden wollte. Von seinem Bruder Johnny inspiriert, war sein erstes Instrument das Schlagzeug. Es folgte das Klavier, worauf er später auch komponierte. Mit 14 Jahren spielte er erstmals in einer Band namens Patch Of Blue, mit 15 Jahren gründete er seine erste Band, Denny & The Triumphs. Seine Mitstreiter waren Schulfreunde, die er kennengelernt hatte, bevor er von der Schule verwiesen wurde, weil er sich weigerte, sich die Haare schneiden zu lassen. Er eignete sich das Gitarrenspiel überwiegend auf autodidaktischem Weg an, da er mit mindestens zwei Lehrern nicht harmonierte.
Zwei Jahre spielte er mit den "Triumphs" Coverversionen, dann orientierte er sich anderweitig. Tommy Bolin zog nach Denver und schloss sich jeweils für kurze Zeit der Band American Standard und dem Gitarristen Lonnie Mack an. Ende 1968, er war noch nicht einmal 18 Jahre alt, gründete er die Band Ethereal Zephyr, die sich später dann nur noch Zephyr nannte. Sie veröffentlichte 1970 ihre erste LP Zephyr. Ein Jahr später erschien das zweite Album, Going Back To Colorado.
1972 stieg er aus und gründete die Band Energy, konnte jedoch keine Plattenfirma für die Veröffentlichung eines Albums finden. Die wichtigsten Band-Mitglieder waren u. a.: Jeff Cook (Gesang, Mundharmonika), Tom Stephenson (Keyboards, Gesang), Stanley Sheldon (E-Bass), Bobby Berge (Schlagzeug). In dem Film "Tommy Bolin - A Tribute" (1996) erwähnt Jeff Cook, dass sich die Band nach Jeremy Steigs' 1970er-Album "Energy" benannte.
Die nächste und für seine Karriere zugleich bedeutendste Station in Bolins Laufbahn bildete die Band von Billy Cobham. Auf dessen LP Spectrum spielte er 1973 bei acht Jazz-Rock-Tracks die Gitarre. Fast gleichzeitig erschien ebenfalls 1973 die LP Bang der James Gang. Dort stieg er als Ersatz für Domenic Troiano ein. 1974 wurde die dritte LP der James Gang mit Bolin, Miami, veröffentlicht, die jedoch schon das Ende der Zusammenarbeit mit der James Gang markierte. Bolin hat mit keiner Band mehr als zwei Studio-Alben eingespielt.
Nach dem Ausstieg aus der James Gang beschloss er, seine Karriere als Solokünstler zu verfolgen. Zwischenzeitlich wirkte er bei der Band Rainbow's Canyon und bei Dr. John mit und war im November 1974 bei den Aufnahmen für einen weiteren Jazz-Rock-Klassiker für Alphonse Mouzon beteiligt – Mind Transplant. Zu Anfang des Jahres 1975 spielte er als Studiogitarrist für die kanadische Band Moxy ihr erstes Album mit ein. Die Arbeit an seinem Solo-Album Teaser, welches im November 1975 erschien, dauerte fast ein Jahr. Im gleichen Jahr stieg Ritchie Blackmore bei Deep Purple aus. David Coverdale schlug Bolin als Nachfolger vor und lud ihn zum Vorspielen ein. 
Teaser erschien im November 1975 in den USA und zeigte Tommy Bolin erstmals auch auf einer kompletten LP als Leadsänger. Im gleichen Monat kam Deep Purples Album Come Taste the Band heraus, für das er acht Songs beisteuerte. Come Taste The Band verkaufte sich gut und wurde gut aufgenommen. Am 15. März 1976, nach 52 Auftritten als Leadgitarrist und einer Studio-LP, war die Ära Deep Purple für Bolin beendet. 1977 erschien die Live-LP Last Concert In Japan, mitgeschnitten am 15. Dezember 1975 im Nippon Budōkan in Tokio. Im Mai 1995 erschien das lange Zeit nur als Bootleg erhältliche Konzert von Deep Purple vom 27. Februar 1976 in der Long Beach Arena mit zwei Tracks vom 26. Januar 1976 in Springfield, Titel: On The Wings Of A Russian Foxbat.
Im September 1976 erschien Tommy Bolins letzte Platte zu seinen Lebzeiten: Private Eyes. Auf dem Album wirken u. a. folgende Musiker mit: Narada Michael Walden, Mark Stein, Norma Jean Bell. Nur ein paar Wochen später, am 4. Dezember 1976, starb Tommy Bolin. Am Abend vorher spielte die "Tommy Bolin Band" als Vorgruppe von Jeff Beck in Miami. Nach dem Auftritt erlitt Tommy Bolin im Hotel einen Schwächeanfall und ging zu Bett. Am nächsten Tag fand seine Freundin ihn in einem stark geschwächten Zustand vor und rief einen Arzt. Bevor dieser eintraf, starb Tommy Bolin an einer Überdosis Heroin in Verbindung mit Alkohol.
Tommy Bolin wurde nur 25 Jahre alt; rund acht Jahre hat er im Musikgeschäft mitgewirkt. Sein Erbe wurde von seinem Bruder Johnnie verwaltet, der 1996 das Label The Tommy Bolin Archives gründete. Johnnie Bolin starb 2024 im Alter von 70 Jahren. 2024 gab es im Sioux City Public Museum eine Ausstellung über das Lebenswerk von Tommy Bolin. Ein Videodokument mit Johnnie Bolin zu dieser Ausstellung gibt es auf dem YouTube-Kanal des Tommy Bolin Archives.

## Equipment
Seit seiner Zeit bei Zephyr spielte Bolin hauptsächlich Stratocaster-Gitarren, während er bis dahin noch mit anderen Gitarrenmodellen experimentiert hatte (z. B. bei Zephyr noch mit einer Gibson Les Paul und einer Gibson SG). Bolin besaß drei Stratocaster, darunter ein unmodifiziertes Exemplar von 1963, das er am häufigsten spielte, sowie eines mit Telecaster-Hals. Für das Slide-Spiel setzte er eine Ibanez-Explorer ein, außerdem verwendete er eine Yamaha-Akustikgitarre Er zog sehr dünne Saiten der Firma Ernie Ball auf und verwendete ein extra dickes Herco Gold-Plektrum, auf dem er jedoch einen Tag lang herumkaute, so dass es eine etwa mittlere Dicke bekam.
Etwa seit seiner Zeit bei Energy verwendete Bolin Hiwatt DR103 100-Watt-Verstärker mit Sound City 4X12" Boxen, in die Eminence-Lautsprecher eingebaut waren. Bei dem Verstärker stellte er die Bässe auf Maximum und beschnitt die Höhen komplett. Hinter den Verstärker hatte er ein Sam Ash Fuzztone geschaltet, bei dem er die Höhen maximal verstärkte. Mit dieser Einstellung klang es seiner eigenen Aussage nach nicht mehr wie ein Fuzztone, sondern gab der Gitarre bloß "mehr Biss und Durchsetzungskraft". Er selbst beschreibt seinen Gitarrensound als "zwischen Stratocaster und Les Paul liegend".
Ein weiterer wichtiger Bestandteil seines Sounds war das Maestro Echoplex Tape-Delay, das er ebenfalls etwa seit seiner Zeit bei Zephyr benutzte, nachdem er es bei dem amerikanischen Gitarristen Rick Derringer gesehen hatte. Bolin stellte dieses Gerät auf einem Ständer oder einem Stuhl neben sich und bediente es beim Spielen mit der Hand und einem Fußschalter. Er wird als "Meister" in seiner Verwendung beschrieben, es sei für ihn "wie ein zweites Instrument", aus dem er "alle möglichen Rhythmen herausholen" konnte.

## Diskografie

### Zephyr
- 1969: Zephyr
- 1971: Going Back To Colorado
- 1997: Live At Art's Bar and Grill (2. Mai 1973)
- 2014: Zephyr - 3-CD Box Set  (Limitierte Auflage, erstes Studio-Album & 2 Live-CDs: 1969–1973)

### Energy
- 1998: The Energy Radio Broadcasts 1972
- 1999: Energy (1972)
- 2003: Tommy Bolin & Energy, Live in Boulder/Sioux City 1972

### James Gang
- 1973: Bang
- 1974: Miami

### Billy Cobham
- 1973: Spectrum
- 2001: Rudiments: The Billy Cobham Anthology
- 2006: Spectrum (Atlantic, 8122731742, mit Bonus-Track: „All 4 One (Out-Take)“)

### Alphonse Mouzon
- 1975: Mind Transplant
- 1993: Mind Transplant (RPM, 116, mit Bonus-Track: „The Real Thing“)
- 1999: Tommy Bolin & Alphonse Mouzon Fusion Jam (Rehearsals 1974)

### Rainbow Canyon
- 1974: Rollin in the Rockies (Ein Song, nur als Session-Spieler)

### Moxy
- 1975: Moxy (Zwei Songs, nur als Session-Spieler)

### Deep Purple
- 1975: Come Taste The Band
- 1977: Last Concert in Japan (live 1975)
- 1995: On the Wings of a Russian Foxbat (live 1976)
- 2000: Days May Come & Days May Go (Rehearsals 1975)
- 2000: 1420 Beachwood Drive (Rehearsals 1975)
- 2001: This Time Around (live 1975)
- 2011: Phoenix Rising (live 1975 + 1976)

### Tommy Bolin
- 1975: Teaser
- 1976: Private Eyes (US: Gold)[8]

Posthume Veröffentlichungen
- 1989: The Ultimate.... (Kompilation)
- 1996: From The Archives, Vol. One
- 1997: From The Archives, Vol. Two
- 1996: The Bottom Shelf, Vol.1 (Studio/Live ’72-’76)
- 1997: 1976: In His Own Words (INTERVIEWS, 2-CD-Set)
- 2000: Snapshot
- 2000: Naked - Vol.1
- 2002: Naked - Vol.2
- 2002: After Hours - The Glen Holly Jams Vol.1
- 2004: Live at The Jet Bar
- 2006: Whips And Roses Vol.1 und Vol.2
- 2013: Whirlwind
- 2013: Captured Raw (Uncut Glen Holly Studio Rec. 1973–1976: Jams Vol.1)

### Tommy Bolin & Friends
- 1996: Live At Ebbets Field (3./4. Juni 1974)
- 1999: Ebbets Field 1974 Alternative Takes

### Tommy Bolin Konzert-Mitschnitte
- 1996: Live at Ebbets Field (13. Mai 1976)
- 1996: Live at the Northern Lights Recording Studio (22. Sept. 1976)
- 2000: First Time Live, 2-CD-Set (April 28, 1976)
- 2001: The Tommy Bolin Band Live 9/19/76
- 2002: Live at Miami Jai Alai - The Final Show (3. Dez. 1976)
- 2003: Alive on Long Island, May 22,1976 RKS My Father’s Place in Roslyn, NY
- 2004: Albany, NY, Sept.20,1976 with Bonustrack New Orleans, LA

### Tribute-Alben
- 1996: Various Artists - Tommy Bolin Tribute Concert
- 2012: Great Gypsy Soul (mit John Scofield, Nels Cline, Jan Hammer u. a.)

Es erscheinen kontinuierlich immer noch weitere Aufnahmen Bolins.

## Filme über Tommy Bolin (Auswahl)
- Tommy Bolin - A Tribute (1996)
- Tommy Bolin - 'The Ultimate' Documentary (2000)

(Bisher nur auf VHS über das Tommy Bolin Archives erhältlich; derzeit (2007) vergriffen).

## DVDs mit Tommy Bolin
- The Barry Richards TV Collection Volume I (Enthält einen Live-Auftritt von ZEPHYR: "St. James Infirmary")
- Deep Purple - "Phoenix Rising" (Live & Dokumentation von der Tournee 1975/1976)
- Deep Purple - History, Hits & Highlights ’68 – ’76 (Live & TV-Dokumentation aus Neuseeland 1975)

## TV-Auftritte
- Don Kirshner’s Rock Concert, (Episode #1.12), ausgestrahlt am 21. Januar 1974 (USA) (u. a. mit einem Live-Auftritt der JAMES GANG, u. a. mit den Liedern "Ride the Wind", "The Devil is Singing Our Song", "Standing in the Rain")
- The Old Grey Whistle Test, (Episode #3.34), ausgestrahlt am 21. Mai 1974 (GB), ein Interview mit Tommy Bolin und Jim Fox von der "JAMES GANG".[9]